# Iseilema holei
Iseilema holei là một loài thực vật có hoa trong họ Hòa thảo. Loài này được Haines mô tả khoa học đầu tiên năm 1924.